# دینارا
دینارا (کرواتی: Dinara) یک کوه است که در مرز میان کرواسی و بوسنی و هرزگوین واقع‌شده است.